# Quando verrà il giorno
Quando verrà il giorno è il secondo album in studio de Gli Avvoltoi, pubblicato nel 1990 dalla Contempo Records.

## Tracce
1. Puoi girare il mondo con chi vuoi
2. L'ombra
3. Along the Sidewalk
4. Lei m'ama
5. I colori del vento
6. Finché la pioggia cadrà
7. Molti anni fa
8. Io sono una star
9. Il clown
10. Il digiunatore
11. Vorrei essere un vampiro
12. Quando verrà il giorno